# John Colin Davidson
John Colin Campbell Davidson, 1er vicomte Davidson, (23 février 1889 - 11 décembre 1970), connu avant son élévation à la pairie sous le nom de JCC Davidson, est un fonctionnaire britannique et un homme politique du Parti conservateur, mieux connu pour son alliance étroite avec Stanley Baldwin. Initialement fonctionnaire, Davidson est secrétaire privé de Bonar Law entre 1915 et 1920. Après être entré au parlement en 1920, il sert sous Baldwin comme chancelier du duché de Lancastre entre 1923 et 1924 et comme secrétaire parlementaire et financier de l'amirauté entre 1924 et 1926. De 1926 à 1930, il est président du Parti conservateur. Il est à nouveau chancelier du duché de Lancastre entre 1931 et 1937, d'abord sous Ramsay MacDonald et à partir de 1935 sous Baldwin. À la retraite de Baldwin en 1937, Davidson quitte la Chambre des communes et est anobli en tant que vicomte Davidson. Bien qu'il n'ait que 48 ans, il n'a plus jamais participé activement à la politique. Son épouse Frances, la vicomtesse Davidson, lui succède au poste de député d'Hemel Hempstead. Lord Davidson est mort à Londres en 1970.

## Jeunesse et formation
Davidson est né à Aberdeen, le plus jeune enfant et le fils unique de James Mackenzie Davidson, médecin et pionnier des rayons X, et de Georgina Barbara Watt Henderson, fille de William Henderson, d'Aberdeen. Son grand-père John Davidson a accumulé une grande fortune en Argentine, dont Davidson hérite de la moitié. Il fait ses études à l'école préparatoire de Fretherne House, Westminster et Pembroke College, Cambridge et est appelé à la barre, à Middle Temple, en 1913.

## Carrière dans la fonction publique, 1910-1920
Après avoir quitté Cambridge en 1910, Davidson rejoint le Colonial Office, où il est le secrétaire privé non rémunéré de Lord Crewe, le secrétaire d'État aux Colonies. Il reste dans ce poste lorsque Lewis Harcourt succède à Crewe comme secrétaire aux Colonies à la fin de 1910. Davidson a hâte de servir pendant la Première Guerre mondiale, mais Harcourt le considère si précieux qu'il réussit à le convaincre de rester au Colonial Office. En 1915, Bonar Law remplace Harcourt à la tête du Colonial Office et est instamment prié de conserver Davidson comme secrétaire privé. Ils sont devenus des amis proches et Law en est venu à compter autant sur Davidson que Harcourt l'avait fait.
En décembre 1916, Bonar Law est nommé chancelier de l'Échiquier et chef de la Chambre des communes et insiste pour emmener Davidson avec lui comme secrétaire privé. Davidson réussit à persuader Bonar Law d'employer Stanley Baldwin comme Secrétaire parlementaire privé, une décision qui a des conséquences considérables pour Davidson lui-même et pour l'histoire du pays. Baldwin a jusque-là été un député d'arrière-ban obscur, mais sa nomination en tant que PPS de Bonar Law est sa première promotion. Davidson et Baldwin développent une amitié étroite qui dure jusqu'à la mort de Baldwin en 1947. En 1918, il est responsable de la rédaction finale du « coupon » approuvant les candidats parlementaires aux élections générales en tant que représentants du gouvernement de coalition. En 1919, il est nommé Compagnon de l'Ordre du Bain (CB).

## Carrière politique, 1920-1937
Davidson est élu au parlement sans opposition à Hemel Hempstead lors de l'élection partielle de 1920 et devient Secrétaire parlementaire privé de Bonar Law, alors Lord du sceau privé et chef de la Chambre des communes. Ce dernier démissionne pour cause de mauvaise santé en mai 1921, et Davidson devient PPS de Stanley Baldwin, qui est alors président du Board of Trade. L'année suivante, il exhorte Bonar Law à revenir et accepter la direction du Parti conservateur si le parti votait contre le maintien du gouvernement de coalition dirigé par David Lloyd George. Malgré les souhaits de la direction du parti, une majorité de députés votent contre la poursuite de la coalition lors de la réunion du Carlton Club en octobre 1922. Austen Chamberlain démissionne de son poste de chef du parti et est remplacé par Bonar Law. Peu de temps après, Bonar Law est invité à former un gouvernement et nomme Davidson comme secrétaire privé parlementaire.
Bonar Law démissionne en mai 1923 après que sa santé se soit effondrée. Davidson est nommé compagnon d'honneur le même mois. Stanley Baldwin est choisi pour succéder à Bonar Law en tant que Premier ministre malgré les prétentions de George Curzon. Dans sa biographie de Davidson dans le Dictionary of National Biography, Robert Blake écrit que le rôle de Davidson dans la nomination de Baldwin reste un puzzle. Lord Stamfordham, le secrétaire privé de George V, sonde Davidson sur les souhaits de Bonar Law pour son successeur. Bonar Law, alors gravement malade, demande à ne pas être impliqué. Cependant, il est évident qu'il favorise Baldwin bien qu'il ne puisse pas ignorer les revendications du grand du parti, Curzon. En 1954, un mémorandum est trouvé dans les archives royales, qui a manifestement été dicté par Davidson et qui défend clairement les revendications de Baldwin contre Curzon. La note a été remise à Stamfordham par Ronald Waterhouse, un autre des secrétaires de Bonar Law, en même temps que sa démission officielle de son poste de Premier ministre.
Après la nomination de Baldwin comme premier ministre, Davidson entre au gouvernement en tant que Chancelier du duché de Lancastre et comme secrétaire privé du premier ministre. Cependant, il perd son siège au parlement lors des élections générales de décembre 1923, mais le retrouve aux élections générales d'octobre de l'année suivante. Baldwin forme de nouveau un gouvernement après le bref premier gouvernement travailliste de 1924 et nomme Davidson secrétaire parlementaire et financier de l'Amirauté. À ce poste, il est contraint de faire face aux réductions des dépenses navales proposées par le chancelier de l'Échiquier, Winston Churchill, notamment en ce qui concerne la construction de nouveaux croiseurs. Il exerce les fonctions de commissaire civil en chef adjoint pendant la grève générale de 1926. Il gère également l'éphémère British Gazette pendant la grève et organise la diffusion de bulletins officiels.
En 1926, Davidson quitte le gouvernement pour occuper le poste de président du Parti conservateur, jusqu'en 1930. Il est principalement chargé de collecter des fonds pour le parti et de nettoyer le système des honneurs, qui est tombé en discrédit à la suite du système informel d'argent contre les honneurs mis en place par Lloyd George en 1918. Il est également le moteur de la création d'Ashridge en mémoire de Bonar Law. En 1928, il est admis au Conseil privé. Selon Blake, Davidson "... a laissé une empreinte durable sur l'organisation du parti, y compris la création du Département de la Recherche, et bon nombre des changements attribués à son successeur, Neville Chamberlain, étaient en fait les siens". Cependant, il est critiqué après la défaite aux élections générales de 1929 et démissionne en 1930.
En novembre 1931, Davidson est de nouveau nommé chancelier du duché de Lancastre au sein du gouvernement national dirigé par Ramsay MacDonald. Il est président du comité d'enquête des États indiens et s'est rendu en Inde en 1932 et est nommé membre du comité restreint mixte dont les propositions ont abouti à la loi de 1935 sur le gouvernement indien. Il refuse le poste de gouverneur de Bombay. Il est resté chancelier du duché de Lancastre lorsque Baldwin devient Premier ministre pour la troisième fois en 1935, bien qu'il n'ait jamais été membre du cabinet. Cette année-là, il est également fait Chevalier Grand-Croix de l'Ordre royal de Victoria (GCVO). Il quitte le gouvernement et la Chambre des communes après que Neville Chamberlain soit devenu Premier ministre en mai 1937. En juin suivant, il est élevé à la pairie comme vicomte Davidson, de Little Gaddesden dans le comté de Hertford. Il est remplacé comme député par son épouse, Frances, vicomtesse Davidson.

## Carrière ultérieure, 1937-1970
Bien qu'il n'ait que 48 ans au moment de son élévation à la pairie, Davidson ne prend plus aucune part active à la vie politique. Il est resté impliqué avec Ashridge et ses affaires commerciales. Pendant la Seconde Guerre mondiale il travaille au ministère de l'Information entre 1940 et 1941 et fait une tournée officielle en Amérique du Sud en 1942 puis en 1943 avec sa fondation de Canning House, un centre important pour la culture et l'éducation latino-américaines.

## Famille
Il épouse Frances Joan "Mimi" Dickinson, fille de Willoughby Dickinson, plus tard Lord Dickinson de Painswick, en 1919. Ils ont deux fils et deux filles. Lady Davidson reste députée d'Hemel Hempstead jusqu'en 1959, et est créée baronne Northchurch en 1963. Lord et Lady Davidson sont ainsi l'un des rares couples à détenir tous deux des titres à part entière,. Lord Davidson est décédé à Londres en décembre 1970, à l'âge de 81 ans, et est remplacé par son fils aîné, Andrew Davidson (2e vicomte Davidson), qui est également devenu ministre du gouvernement conservateur. La vicomtesse Davidson est décédée en novembre 1985, âgée de 91 ans. Leur deuxième fille, Jean Elizabeth, épouse Charles Strutt, fils de Lord Rayleigh, et ont trois enfants, dont le plus jeune est John Gerald Strutt, 6e baron Rayleigh et l'aînée siège à la Chambre des lords en tant que baronne Jenkin de Kennington.